# Sarrancolin
Sarrancolin é uma comuna francesa na região administrativa da Occitânia, no departamento dos Altos Pirenéus. Estende-se por uma área de 32.1 km², e possui 566 habitantes, segundo o censo de 2018, com uma densidade de 18 hab/km².